# Calamagrostis teberdensis
Calamagrostis teberdensis là một loài thực vật có hoa trong họ Hòa thảo. Loài này được Litv. mô tả khoa học đầu tiên năm 1911.